# Thomas Winter et Bogue
Pour les articles homonymes, voir Winter.
Thomas Winter et Bogue est un duo rock français composé de Thomas Winter, parolier et chanteur, et de Nico Bogue multi instrumentiste et compositeur. C’est également le titre de leur premier album. Le duo sort deux albums, Thomas Winter & Bogue, sorti en 2003 chez EMI, qui sera suivi de Sur la colline (2005, EMI). 
Thomas Winter est le frère de Pedro Winter et le directeur du Salon Galerie où vient se faire tatouer, en 2012, Scarlett Johansson,. 